# 烏辺島

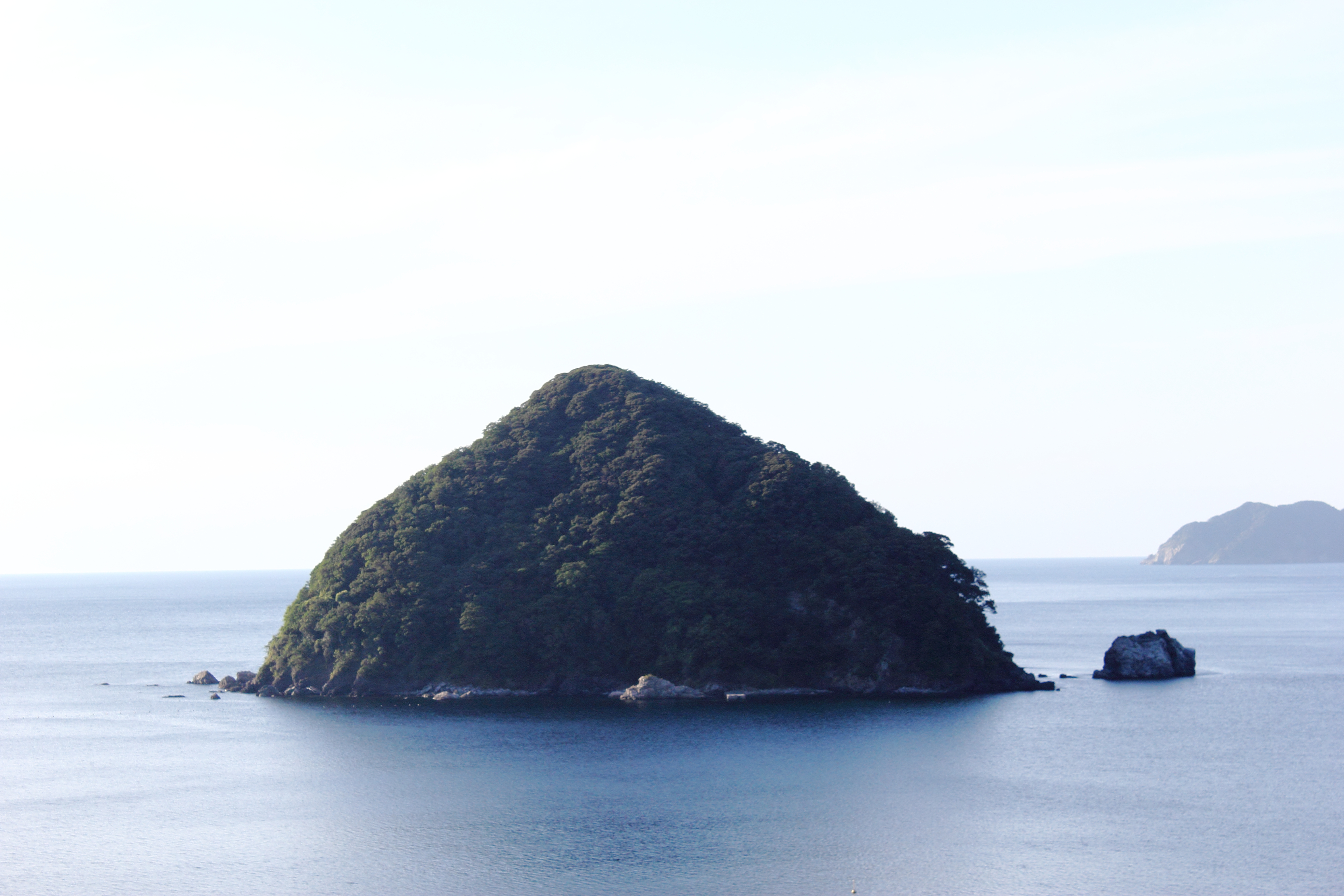
烏辺島

烏辺島（うべじま）は、福井県三方上中郡若狭町に存在する島である。

## 概要
世久見港から北西方沖約1km の日本海上にある無人島で、大きさは、周囲約1km、標高約95m。
若狭湾国定公園に属し、三方海中公園に指定されている。
スキンダイビングスポットとしても知られている。

## 所在地
- 緯度経度：北緯35度34分40.9秒 東経135度50分11.2秒 / 北緯35.578028度 東経135.836444度
- 郵便番号：919-1464
- 住所：福井県三方上中郡若狭町世久見